# Tommaso Maestrelli
Tommaso Arturo Renzo Maestrelli zkráceně Tommaso Maestrelli (7. říjen 1922 Pisa, Italské království – 2. prosinec 1976 Řím, Itálie) byl italský fotbalový záložník a trenér. Je po něm pojmenováno uznání určené pro nejlepší italské trenéry i mládežnický turnaj.

## Hráčská kariéra
Fotbalovou kariéru začal v 16 letech v roce 1938 v Bari, kde hrál do roku 1948. Poté přestoupil do AS Řím. Zde se stal kapitánem mužstva a byl u historicky prvním a jediném sestupu do druhé ligy v sezoně 1950/51. Po sezoně odešel na dvě sezony do Lucchese a kariéru ukončil coby hráč Bari v roce 1957.
Za reprezentaci odehrál jedno utkání, a to na OH 1948.

## Trenérská kariéra
První zkušenosti jako trenér byly v roce 1953, kdy pro některé zápasy zastával roli hráče-trenéra v Lucchese. Po několika letech práce jako asistent trenéra v Bari dostal příležitost vést první tým po odvolání trenéra v sezoně 1963/64. Celkem čtyři sezony trénoval Regginu ve druhé lize. Od sezony 1968/69 byl trenérem klubu z Foggie. Zde ve druhé sezoně 1969/70 vyhrál druhou ligu, a tak sezonu 1970/71 už vedl celek v Serii A. Po sestupové sezoně odešel od klubu a začal trénovat klub z Říma Lazio. Tady se mu velmi dobře dařilo. V první sezoně byl postup do Serie A, v následující sezoně 1972/73 bylo 3. místo v tabulce a 1973/74 nečekaný titul s dvoubodovým náskokem před Juventusem. Jako obhájce titulu v následující sezoně skončil na 4. místě, ale během sezony byla u něj diagnostikována rakovina jater a musel místo přenechat svému asistentovi. Na trenérskou lavičku se vrátil v sezoně 1975/76 a zakončil ji 13. místem. Po sezoně se stal sportovním manažerem klubu a funkci zastával až do své smrti 2. prosince 1976.

## Hráčská statistika
| Sezóna  | Klub     | Liga      | Liga   | Liga | Ligové poháry | Ligové poháry | Ligové poháry | Kontinentální poháry | Kontinentální poháry | Kontinentální poháry | Celkem | Celkem |
| Sezóna  | Klub     | Soutěž    | Zápasy | Góly | Soutěž        | Zápasy        | Góly          | Soutěž               | Zápasy               | Góly                 | Zápasy | Góly   |
| ------- | -------- | --------- | ------ | ---- | ------------- | ------------- | ------------- | -------------------- | -------------------- | -------------------- | ------ | ------ |
| 1938/39 | Bari     | Serie A   | 1      | 0    | -             | 0             | 0             | -                    | 0                    | 0                    | 1      | 0      |
| 1939/40 | Bari     | Serie A   | 5      | 1    | IP            | 2             | 0             | -                    | 0                    | 0                    | 7      | 1      |
| 1940/41 | Bari     | Serie A   | 18     | 1    | -             | 0             | 0             | -                    | 0                    | 0                    | 18     | 1      |
| 1942/43 | Bari     | Serie A   | 4      | 0    | -             | 0             | 0             | -                    | 0                    | 0                    | 4      | 0      |
| 1945/46 | Bari     | 1. divize | 29     | 7    | -             | 0             | 0             | -                    | 0                    | 0                    | 29     | 7      |
| 1946/47 | Bari     | Serie A   | 26     | 2    | -             | 0             | 0             | -                    | 0                    | 0                    | 26     | 2      |
| 1947/48 | Bari     | Serie A   | 37     | 2    | -             | 0             | 0             | -                    | 0                    | 0                    | 37     | 2      |
| 1948/49 | Řím      | Serie A   | 29     | 4    | -             | 0             | 0             | -                    | 0                    | 0                    | 29     | 4      |
| 1949/50 | Řím      | Serie A   | 35     | 0    | -             | 0             | 0             | -                    | 0                    | 0                    | 35     | 00     |
| 1950/51 | Řím      | Serie A   | 31     | 0    | -             | 0             | 0             | -                    | 0                    | 0                    | 31     | 0      |
| 1951/52 | Lucchese | Serie A   | 37     | 2    | -             | 0             | 0             | -                    | 0                    | 0                    | 37     | 2      |
| 1952/53 | Lucchese | Serie B   | 22     | 0    | -             | 0             | 0             | -                    | 0                    | 0                    | 22     | 0      |
| 1953/54 | Bari     | Serie D   | 23     | 0    | -             | 0             | 0             | -                    | 0                    | 0                    | 23     | 0      |
| 1954/55 | Bari     | Serie C   | 30     | 0    | -             | 0             | 0             | -                    | 0                    | 0                    | 30     | 0      |
| 1955/56 | Bari     | Serie B   | 13     | 0    | -             | 0             | 0             | -                    | 0                    | 0                    | 13     | 0      |
| 1956/57 | Bari     | Serie B   | 8      | 1    | -             | 0             | 0             | -                    | 0                    | 0                    | 8      | 1      |
| Celkem  | Celkem   | Celkem    | 348    | 20   | -             | 2             | 0             | -                    | 0                    | 0                    | 350    | 20     |

## Hráčské úspěchy

### Klubové
- 1× vítěz 2. italské ligy (1941/42)

### Reprezentační
- 1× na OH (1948)

## Trenérská statistika

### Klubová
| Sezóna  | Klub     | Liga    | Liga   | Liga  | Liga   | Liga   | Liga               | Ligové poháry | Ligové poháry | Ligové poháry | Ligové poháry | Ligové poháry | Ligové poháry    | Kontinentální poháry | Kontinentální poháry | Kontinentální poháry | Kontinentální poháry | Kontinentální poháry | Kontinentální poháry | Celkem | Celkem | Celkem | Celkem |
| Sezóna  | Klub     | Soutěž  | Zápasy | Výhry | Remízy | Prohry | Umístění           | Soutěž        | Zápasy        | Výhry         | Remízy        | Prohry        | Úspěch           | Soutěž               | Zápasy               | Výhry                | Remízy               | Prohry               | Úspěch               | Zápasy | Výhry  | Remízy | Prohry |
| ------- | -------- | ------- | ------ | ----- | ------ | ------ | ------------------ | ------------- | ------------- | ------------- | ------------- | ------------- | ---------------- | -------------------- | -------------------- | -------------------- | -------------------- | -------------------- | -------------------- | ------ | ------ | ------ | ------ |
| 1953    | Lucchese | Serie B | 4      | 0     | 2      | 2      | od úno. do bře.    | -             | 0             | 0             | 0             | 0             | -                | -                    | 0                    | 0                    | 0                    | 0                    | -                    | 4      | 0      | 2      | 2      |
| 1963    | Bari     | Serie B | 5      | 0     | 3      | 2      | od říj. do lis.    | -             | 0             | 0             | 0             | 0             | -                | -                    | 0                    | 0                    | 0                    | 0                    | -                    | 5      | 0      | 3      | 2      |
| 1964/65 | Reggina  | Serie C | 34     | 16    | 11     | 7      | 1. místo (postup)  | -             | 0             | 0             | 0             | 0             | -                | -                    | 0                    | 0                    | 0                    | 0                    | -                    | 34     | 16     | 11     | 7      |
| 1965/66 | Reggina  | Serie B | 38     | 16    | 13     | 9      | 4. místo           | IP            | 1             | 0             | 0             | 1             | -                | -                    | 0                    | 0                    | 0                    | 0                    | -                    | 39     | 16     | 13     | 10     |
| 1966/67 | Reggina  | Serie B | 38     | 11    | 16     | 11     | 9. místo           | IP            | 1             | 0             | 0             | 1             | -                | -                    | 0                    | 0                    | 0                    | 0                    | -                    | 39     | 11     | 16     | 11     |
| 1967/68 | Reggina  | Serie B | 40     | 13    | 15     | 12     | 9. místo           | IP            | 4             | 2             | 0             | 2             | -                | -                    | 0                    | 0                    | 0                    | 0                    | -                    | 44     | 15     | 15     | 14     |
| 1968/69 | Foggia   | Serie B | 38     | 11    | 16     | 11     | 9. místo           | IP            | 11            | 5             | 4             | 2             | Bronzová medaile | -                    | 0                    | 0                    | 0                    | 0                    | -                    | 49     | 16     | 20     | 13     |
| 1969/70 | Foggia   | Serie B | 38     | 16    | 16     | 6      | 2. místo (postup)  | IP            | 4             | 2             | 2             | 2             | -                | -                    | 0                    | 0                    | 0                    | 0                    | -                    | 42     | 18     | 16     | 8      |
| 1970/71 | Foggia   | Serie A | 30     | 6     | 13     | 11     | 14. místo (sestup) | IP            | 3             | 0             | 0             | 3             | -                | -                    | 0                    | 0                    | 0                    | 0                    | -                    | 33     | 6      | 13     | 14     |
| 1971/72 | Lazio    | Serie B | 38     | 18    | 13     | 7      | 2. místo (postup)  | IP            | 10            | 5             | 2             | 3             | -                | -                    | 0                    | 0                    | 0                    | 0                    | -                    | 48     | 23     | 15     | 10     |
| 1972/73 | Lazio    | Serie A | 30     | 16    | 11     | 3      | Bronzová medaile   | IP            | 4             | 0             | 1             | 3             | -                | -                    | 0                    | 0                    | 0                    | 0                    | -                    | 34     | 16     | 12     | 6      |
| 1973/74 | Lazio    | Serie A | 30     | 18    | 7      | 5      |                    | IP            | 10            | 3             | 3             | 4             | -                | UEFA                 | 4                    | 2                    | 0                    | 2                    | -                    | 44     | 23     | 10     | 11     |
| 1974/75 | Lazio    | Serie A | 24     | 11    | 8      | 5      | 4. místo           | IP            | 4             | 0             | 2             | 2             | -                | -                    | 0                    | 0                    | 0                    | 0                    | -                    | 28     | 11     | 10     | 7      |
| 1975/76 | Lazio    | Serie A | 23     | 5     | 8      | 10     | 13. místo          | IP            | 6             | 3             | 1             | 2             | -                | -                    | 0                    | 0                    | 0                    | 0                    | -                    | 29     | 8      | 9      | 12     |
| Celkově | Celkově  | Celkově | 410    | 157   | 152    | 101    | -                  | -             | 58            | 20            | 13            | 25            | -                | -                    | 4                    | 2                    | 0                    | 2                    | -                    | 472    | 179    | 165    | 128    |

## Trenérské úspěchy

### Klubové
- 1× vítěz italské ligy (1973/74)

### Individuální
- 2× nejlepší trenér v lize (1968/69, 1973/74)